# Vila Prudente
Vila Prudente é um distrito do município de São Paulo, localizado na zona leste do município e pertencente à Subprefeitura da Vila Prudente.
Bairros de Vila Prudente: Vila Prudente; Vila Alpina; Vila Zelina; Vila São Maurício; Vila Haddad; Vila Santa Teresa; Vila São Carlos; Quinta da Paineira; Parque Lituânia; Vila Alois; Conj. Hab. Cintra Gordinho; Parque da Vila Prudente; Vila Bela; Vila Lúcia; Jardim Avelino; Vila Macedópolis; Vila Califórnia.

## História
A história da Vila Prudente começou no início do século XVI com a doação de uma sesmaria a João Ramalho, para que ele a povoasse. Depois de três séculos, em 1829, o negociante João Pedroso adquiriu lotes e formou na área sítios de recreio, nos quais criava gado e plantava árvores frutíferas. Aos poucos, ele foi ampliando os limites da área, que passou a englobar os baixos do Zimbaúba (atuais Vila Zelina, Vila Bela e Jardim Independência).
A fundação de Vila Prudente ocorreu em 4 de outubro de 1890. Foi neste ano que os imigrantes italianos Irmãos Falchi (Emiídio, Panfilio e Bernardino Falchi), com auxílio do financista Serafino Corso, compraram a gleba de terra de Martinha Maria, viúva de Antônio Pedroso e instalaram a primeira indústria da região, a Fábrica de Chocolates Falchi. O nome do bairro (e distrito) vem da admiração que os irmãos Falchi, proprietários na época da fundação, tinham pelo então presidente do estado de São Paulo, Prudente de Morais, que seria, anos depois, o primeiro presidente do Brasil de origem paulista. Ela pode ser vista, talvez superdimensionada, na planta de Gomes Cardim, de 1897. O bairro passou a ser atendido por uma linha de bonde em 1912, partindo da Praça Padre Damião, e indo para a Praça da Sé. A linha, de número 32, foi desativada junto com o resto da rede na década de 1960.

## Atualidade

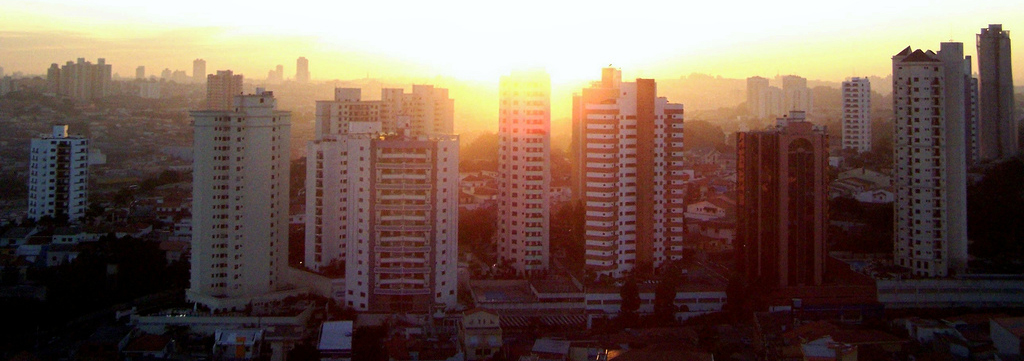
Vista do distrito, com destaque para o nobre Jardim Avelino

Possui bairros em constante desenvolvimento, como Jardim Avelino, Parque da Vila Prudente, Vila Alpina, Vila Prudente e Vila Zelina.
Também é um ponto positivo a sua proximidade com o centro, situado a cerca de 6 km de distância do Largo da Vila Prudente, e de distritos tradicionais da cidade, como o Ipiranga e a Mooca. 
Por outro lado, ainda há residências de baixo padrão em determinadas regiões do distrito. Há também uma grande comunidade, conhecida simplesmente por Favela de Vila Prudente, que é semiurbanizada e está situada em uma região onde antes havia uma indústria de café.

## Demografia
Evolução demográfica do distrito de Vila Prudente

## Localização e infraestrutura

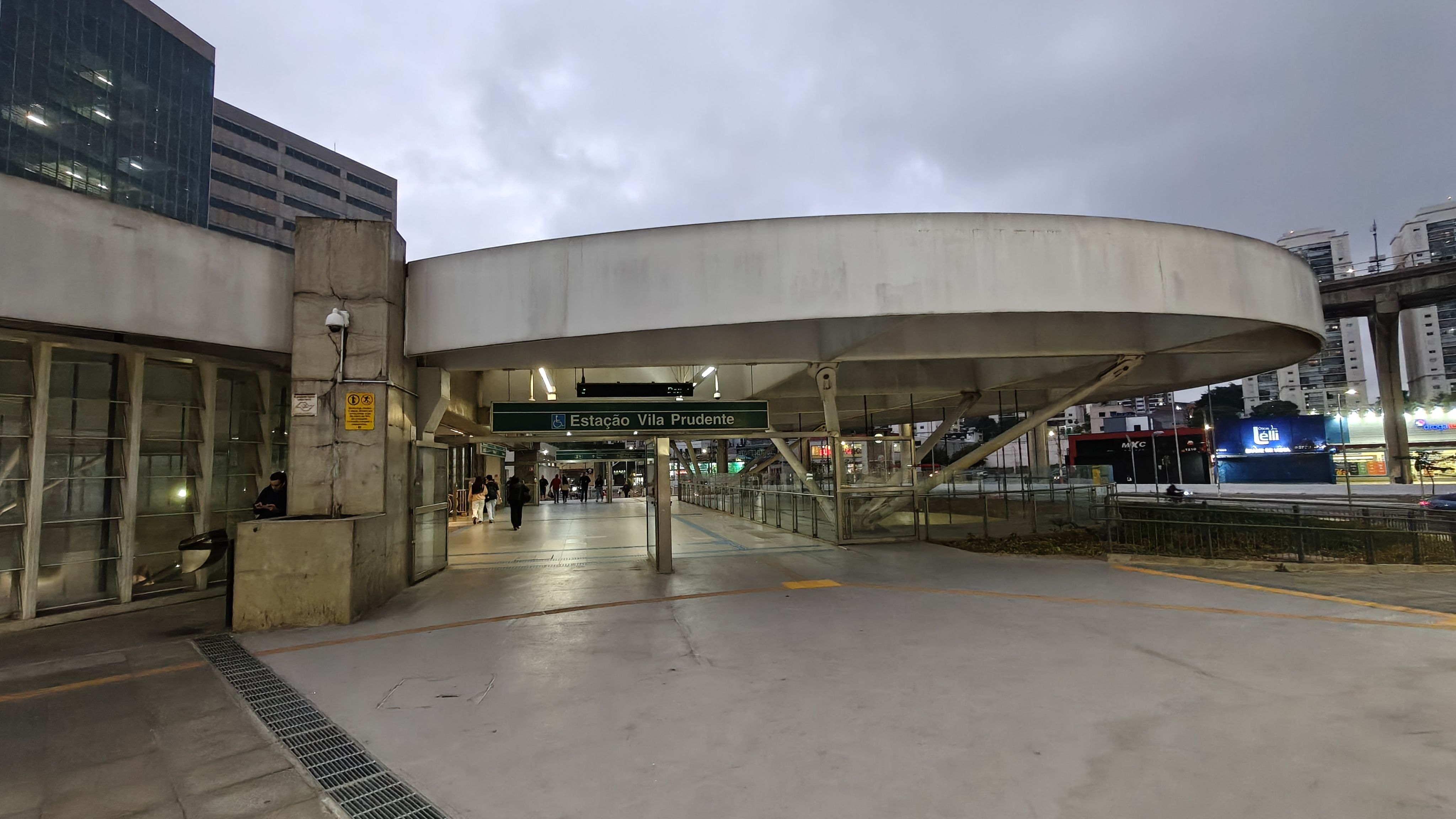
Arquitetura da Estação Vila Prudente

O distrito é atendido pela Linha 2-Verde do Metrô de São Paulo, com as estações Vila Prudente e Tamanduateí, inauguradas no ano de 2010. É também atendido pelo VLP do Expresso Tiradentes, com atualmente a última e única parada do sistema no distrito. A Parada Dianópolis está localizada próximo ao Terminal Vila Prudente e a Estação Vila Prudente do metrô.
O distrito também é atendido pela primeira linha de monotrilho ou metrô leve em funcionamento na cidade de São Paulo, rotulado a princípio como uma extensão da Linha-2 Verde, e posteriormente renomeado como Linha 15 do Metrô de São Paulo. O monotrilho é um sistema semelhante ao já implantado na cidade de Tóquio. O primeiro trecho, entre as estações Vila Prudente e Oratório, foi inaugurado em 30 de agosto de 2014, e o segundo trecho, entre as estações São Lucas e Vila União, foi inaugurado em 6 de abril de 2018. Em 2019, foi inaugurado o trecho até o distrito de São Mateus. Posteriormente, ligará o distrito de São Mateus até o distrito de Cidade Tiradentes. Diversas linhas de ônibus da SPTrans estão presentes no distrito, em sua maioria estão localizadas na Rua do Orfanato.
No distrito existem dois shopping centers: o Central Plaza Shopping, localizado na Avenida Doutor Francisco Mesquita, e o Mooca Plaza Shopping, localizado na Rua Capitão Pacheco e Chaves. O único crematório do Município de São Paulo, além do Cemitério da Vila Alpina (que é um dos maiores da capital paulista), ambos estão localizados no bairro de Vila Alpina. também possui um grande clube municipal, o Clube Municipal Arthur Friedenreich.
O distrito conta também com um jornal de bairro, a Folha de Vila Prudente.

### Distritos limítrofes
- Água Rasa - Nordeste
- Mooca - Noroeste
- São Lucas - Leste
- Ipiranga - Oeste e Sudoeste

Municípios limítrofes:
- São Caetano do Sul - Sul

Principais ruas e avenidas:
- Avenida Professor Luis Inácio de Anhaia Melo
- Avenida Francisco Falconi
- Avenida Vila Ema
- Avenida Zelina
- Avenida Doutor Francisco Mesquita - Avenida do Estado
- Rua Ibitirama
- Rua do Orfanato
- Rua Capitão Pacheco e Chaves